# Santana (película)
Santana es una película de acción de 2020 codirigida y coescrita por Maradona Dias Dos Santos y Chris Roland. Está protagonizada por Paulo Americano, Terence Bridgett y Amanda Brown.

## Sinopsis
Dias y Matias son dos hermanos que persiguen a un poderoso narcotraficante, Ferreira, quien también resulta ser el asesino de sus padres. Sin embargo Ferreira ha escapado de Angola a Sudáfrica.

## Elenco
- Paulo Americano como Dias
- Terence Bridgett
- Amanda Brown como Amanda Whiles
- Tamer Burjaq
- Nompilo Gwala
- Paul Hampshire
- Dale Jackson
- Hakeem Kae-Kazim como Obi
- Terri Lane
- Robin Minifie como Rambo
- Raúl Rosario como Matias
- Rapulana Seiphemo como Ferreira
- Jenna Upton
- Neide Vieira